# Уклин
Уклин (укр. Уклин) — село в Полянской сельской общине Мукачевского района Закарпатской области Украины.
Население по переписи 2001 года составляло 384 человека. Почтовый индекс — 89313. Телефонный код — 3133. Занимает площадь 0,652 км². Код КОАТУУ — 2124084402.